# Kirsten Sørlie
Kirsten Sørlie (Askim, 5 de octubre de 1926-Oslo, 23 de septiembre de 2013) fue un actriz y directora de cine noruega. 

## Biografía
Sørlie nació en Askim, hija del ingeniero Erling Thorbjørn Sørlie y su mujer Elisabeth Gjersøe. Se casó en Odd Grythe desde 1955 a 1958. Fue madre de la también actriz Hilde Grythe, y suegra del violinista Terje Tønnesen.
Sørlie estudió como ceramista en la Norwegian National Academy of Craft and Art Industry. Hizo su debut como actriz en Centralteatret en 1947. Hio representaciones en la Det Nye Teater y Edderkoppen en Oslo, y la Lilla Teatern en Helsinki, donde hizo sus primeros intentos como directora de teatro. de vuelta a Oslo en 1965, representó para Riksteatret, Chat Noir, Nationaltheatret y Oslo Nye Teater. Entre sus produicciones teatrales destaca el musical The Fantasticks, la primera obra llevada a escena del dramaturgo Bjørg Vik y las adaptaciones de Los días felices de Beckett y Home de David Storey.